# Haemulon chrysargyreum
Haemulon chrysargyreum és una espècie de peix de la família dels hemúlids i de l'ordre dels perciformes.

## Morfologia
Els mascles poden assolir els 23 cm de longitud total.

## Distribució geogràfica
Es troba des del sud de Florida, les Bahames i la Península de Yucatán (Mèxic) fins al Brasil.